# Shiqi (sockenhuvudort i Kina, Jilin Sheng, lat 42,96, long 128,53)
Shiqi är en sockenhuvudort i Kina. Den ligger i provinsen Jilin, i den nordöstra delen av landet, omkring 290 kilometer öster om provinshuvudstaden Changchun. Antalet invånare är 7 178. Befolkningen består av 3 366 kvinnor och 3 812 män. Barn under 15 år utgör 11,0 %, vuxna 15-64 år 79 %, och äldre över 65 år 9,0 %.
Runt Shiqi är det ganska glesbefolkat, med 27 invånare per kvadratkilometer. Det finns inga andra samhällen i närheten. I omgivningarna runt Shiqi växer i huvudsak blandskog.
Genomsnittlig årsnederbörd är 1 043 millimeter. Den regnigaste månaden är juli, med i genomsnitt 236 mm nederbörd, och den torraste är januari, med 8 mm nederbörd.